# Évacuation de la base de Karin
Force de protection des Nations unies
L'évacuation de la base de Karin est une opération militaire de secours d'une base de soldats français de la FORPRONU par une unité de soldats tchèques et slovaques à la fin du mois de janvier 1993 dans le village de Donji Karin,.

## Déroulé
Au tournant de 1992 et 1993, le poste de contrôle de Karin-Plaža se retrouve sous des tirs de mortier du côté croate du front. Les autres troupes françaises à proximité ne peuvent pas secourir les soldats de la base car ils en sont séparés par un pont détruit. Il y a alors 55 soldats français retranchés dans la base. Le bataillon tchécoslovaque est à l'époque la seule unité fonctionnelle de la FORPRONU dans la région. Ses 29 soldats et deux transporteurs OT-64 dirigés par le lieutenant-colonel Petr Pavel sont envoyés pour aider les soldats bloqués depuis leur position distante de 30 kilomètres.
Dès que les Tchécoslovaques arrivent sur site, le commandant français commence l'évacuation vers les véhicules. À ce moment, les Français comptent plusieurs blessés. La base est bombardée des côtés croate et serbe du front. L'unité tchécoslovaque doit traverser les positions des unités paramilitaires serbes d'Arkan, dont un champ de mines vers lequel ils sont conduits par des Serbes. Des soldats français sont dispersés à plusieurs endroits près de Karin. Un groupe a été encerclé par les troupes serbes à Goleš. Une fois l'unité arrivée sur les lieux, Pavel doit négocier avec le commandant serbe pour permettre à l'unité tchécoslovaque d'évacuer les Français. Les troupes croates lancent des tirs d'artillerie lorsque les Tchécoslovaques accèdent à Goleš, forçant Pavel à appeler l'officier de liaison français, observateur dans l'état-major croate, et lui dire d'arrêter les tirs des artilleurs croates, ce qu'ils font. Un autre groupe a été pris au piège sous des tirs d'artillerie près de Drače sur une plage. C'est à cet endroit que deux soldats français sont tués, l'adjudant Patrick Rodange et le sergent James Canavese. Trente soldats se trouvent dans la base même de Karin.

## Bilan
L'évacuation des soldats français réussit finalement. Pour l'ensemble de l'opération, le ministre français de la Défense décerne à quatre soldats tchécoslovaques la croix de la Valeur militaire - Lt. Col. Petr Pavel, le major Karel Klinovský, le major Stanislav Zaplatílek et le psychologue lieutenant-colonel Pavel Jirkovský. Cet évènement est considéré comme le plus grand succès du bataillon tchécoslovaque lors de la mission FORPRONU. Petr Pavel est devenu célèbre grâce à l'opération et est devenu par la suite président du Comité militaire de l'OTAN. Il est ensuite élu quatrième président tchèque lors des élections présidentielles de 2023.